# 吉田好雄
吉田好雄（日语： Yoshida Yoshio，1921年—1976年），出生在日本广岛县廣島市，第二次世界大战时期擔任大日本帝國陸軍战斗机驾驶员，以擊墜波音B-29超級堡壘轟炸機的王牌飛行員身份而聞名。

## 經歷
吉田於1921年（大正10年）出生在日本廣島市。1939年（昭和14年）11月進入陸軍航空士官學校；1942年（昭和17年）3月畢業，成為陸軍航空士官学校第55期畢業生，並被任命為少尉，派往明野陸軍飛行学校受訓；同年10月，派駐滿州國第70飛行戰隊，配備二式單座戰鬥機二型丙。
1944年（昭和19年）2月，吉田移往帝都防空千葉縣松戶機場；同年7月，轉移南滿州防空鞍山。9月8日，美國陸軍航空軍第20航空隊派出108架B-29超級堡壘轟炸機襲擊鞍山，吉田首戰不確定地擊落其中一架轟炸機。 同年11月，盟軍計畫空襲日本內地，第70飛行戰隊返回內地進行帝都防空，部署在千葉縣柏機場，並派往攔截B-29轟炸機。
1945年（昭和20年）2月，吉田被任命為第3中隊隊長，並擔任此職務至戰爭結束為止。 在此期間，吉田在3月10日(1架)、4月13日(1架)、4月15日(1架)、5月24日(2架)、5月25日(1架)盟軍夜襲時擊落六架B-29轟炸機。 吉田在所屬第70飛行戰隊之中，名列擊墜B-29轟炸機的第二高戰績：六架確認和一架未確認，因此於8月10日被授予陸軍武功徽章。
戰爭接近尾聲時，第70飛行戰隊正在測試「秋水」火箭戰鬥機，吉田也作為飛行員在陸軍航空審查部接受體檢，但秋水沒有部署完成就迎來戰爭結束。 1976年（昭和51年）9月7日，吉田在廣島市因病去世。

### 文獻
- 秦郁彦（監修）、伊沢保穂（編集） / 航空情報編集部 『日本陸軍戦闘機隊 付・エース列伝』新改訂増補版、酣灯社、1984年。ISBN 978-4873570044
- 押尾一彦、野原茂 『日本陸海軍航空英雄列伝 大空の戦功者139人の足跡』光人社、2001年。ISBN 978-4769809920
- ヘンリー・サカイダ（著）/梅本弘（訳）『日本陸軍航空隊のエース 1937-1945』、大日本絵画、2000年。 ISBN 4-499-22730-5